# Любіть Україну!
«Любіть Україну!» — патріотичний вірш Володимира Сосюри, написаний в Києві у травні 1944 року.
Цей вірш — своєрідна поетична сповідь В. Сюсюри, у якій подано образ «вишневої» України. Компонентами цього образу є все, що оточує нас з раннього дитинства і аж до смерті, що живе в нас, дає натхнення, надає самобутньої ментальности. Україна для ліричного героя присутня всюди: «у зірках, і у вербах вона, і в кожному серця ударі, у квітці, й пташині, в кривеньких тинах, у пісні у кожній, у думі, в дитячий усмішці, в дівочих очах і в стягів багряному шумі…».

## Тема та ідея
Зображення поетичного образу України, її краси та величі.
Возвеличення палкої любови українців до рідного краю, заклик любити та цінувати рідну землю.

## Історія написання
«Повний щастя перемоги і радості повороту на Україну, у 1944 році я написав вірш „Любіть Україну!“, який студенти просили по кілька разів читати їм на літвечорах». (В. Сюсюра)
В 1951 році в газеті «Правда» вийшла стаття «Против идеологических извращений в литературе», яка за цей вірш обвинувачувала Сосюру у «буржуазному націоналізмі». Радянську цензуру у вірші не пройшли такі слова про Україну: «Без неї — ніщо ми, як порох і дим».
Вірш був присвячений приятелю автора Юрію Кобилецькому, декану філологічного факультету Київського університету.

## Художні засоби
Передусім звертає на себе увагу емоційно-схвильований заклик — «любіть Україну», виражений двічі риторичним звертанням, яке і загострює увагу читача, і передає емоції автора, і є ідейно-патосною, ідейно-композиційною основою твору.
Змальовуючи цей неповторний образ України, використовується і засіб градації, тобто інтонаційне і смислове перерахування складників, наприклад, «Як та купина, що горить — не згора, живе у стежках, у дібровах, у зойках гудків, і у хвилях Дніпра, і в хмарах отих пурпурових».
Володимир Сюсюра обережно використовує зображально-виражальні засоби. Присутні такі епітети: вишнева Україна, мова солов'їна, хмари пурпурові; порівняння: любіть Україну, як сонце любіть, як вітер, і трави, і води; метафора «в просторів солодкому чарів». За допомогою метонімії змальовує перемогу над «чужинцями в зелених мундирах».

## Висловлювання про твір
- «Щоб належно оцінити значення вірша Володимира Сюсюри „Любіть Україну“, треба тільки взяти до уваги, що вірш було написано в несвобідних умовах жорстокої сталінської диктатури, своїм вістрям скерованої протягом десятиліть насамперед проти України. Може, саме тому цей вірш такий сильний, сильніший за будь-коли написаний на еміграції». (І. Багряний)

- «У цьому вірші поєдналися пристрасть поета-патріота і ніжність поета-лірика, що дало йому змогу виразити найзаповітніші думки, почуття й переконання людської душі…

Цей вірш став хрестоматією, проте й досі зазвичай друкується не за першою публікацією 1944 р., а за „перечесаною“ радянською цензурою. Порівняймо, наприклад, різні варіанти п'ятої строфи — донедавна її текст звучав так: вона, тобто Україна, „…у квітці, в пташині, в електровогнях…“, натомість у Володимира Сюсюри: „…у квітці, й пташині, в кривеньких тинах…“. Здавалося б, зміна лише декількох слів, але вона спотворювала пафос твору, думку поета, його справжні почуття до України. Електровогні (тобто електрифікація)— символ радянської влади та її здобутків, кривенькі тини — символ споконвічного селянського хліборобського краю, не завжди щасливого, але свого, рідного, єдиного, наділеного щедрою долею і Божою ласкою.
Простота художніх засобів і їхня довершеність, непідробна щирість і схвильованість інтонацій дали поетові змогу втілити глибокий загальнолюдський зміст: люби рідну землю, шануй інші народи, будь щедрим серцем на добро, добрі вчинки — цим ти звеличиш і прославиш своє ім'я, свою Україну у віках». (Н. Бернадська)

## Переклади
Літературознавці і перекладачі Борис і Костянтин Хоменки зібрали і 1998 року вперше, а 2003 року вдруге видали переклади вірша «Любіть Україну» мовами народів світу. У 2022 році вийшов переклад видатного поета Шакіра Селіма кримськотатарською мовою (Рукописи перекладу з родинного архіву покійного поету були відціфровані та виданні у збірнику перекладів «Терджимелер»)[джерело?]

## Текст

### Перша публікація 1944 року
Любіть Україну, як сонце, любіть, 
як вітер, і трави, і води,
В годину щасливу, і в радості мить, 
любіть у годину негоди.
Любіть Україну у сні й наяву, 
вишневу свою Україну, 
красу її, вічно живу і нову, 
і мову її солов'їну.
Без неї — ніщо ми, як порох і дим,
Розвіяний в полі вітрами…
Любіть Україну всім серцем своїм
і всіма своїми ділами.
Для нас вона в світі єдина, одна 
як очі її ніжно-карі…
Вона — у зірках, і у вербах вона, 
і в кожному серця ударі,
у квітці, й пташині, в кривеньких тинах, 
у пісні у кожній, у думі, 
в дитячій усмішці, в дівочих очах 
і в стягів багряному шумі…
Як та купина, що горить — не згора, 
живе у стежках, у дібровах, 
у зойках гудків, і у хвилях Дніпра, 
і в хмарах отих пурпурових,
в огні канонад, що на захід женуть
чужинців в зелених мундирах, 
в багнетах, що в тьмі пробивали нам путь
до весен, і світлих, і щирих…
Юначе! Хай буде для неї твій сміх, 
і сльози, і все, до загину… 
Не можна любити народів других, 
коли ти не любиш Вкраїну!
Дівчино! Як небо її голубе, 
люби її кожну хвилину…
Коханий любить не захоче тебе, 
коли ти не любиш Вкраїну!
Любіть у труді, у коханні, в бою,
в цей час, як гудуть батареї…
Всім серцем любіть Україну свою, — 
і вічні ми будемо з нею!

### Публікація 1951 року
Любіть Україну, як сонце, любіть,
як вітер, і трави, і води…
В годину щасливу і в радості мить,
любіть у годину негоди.
Любіть Україну у сні й наяву,
вишневу свою Україну,
красу її, вічно живу і нову,
і мову її солов'їну.
Між братніх народів, мов садом рясним,
сіяє вона над віками…
Любіть Україну всім серцем своїм
і всіми своїми ділами.
Для нас вона в світі єдина, одна
в просторів солодкому чарі…
Вона у зірках, і у вербах вона,
і в кожному серця ударі,
у квітці, в пташині, в електровогнях,
у пісні у кожній, у думі,
в дитячій усмішці, в дівочих очах
і в стягів багряному шумі…
Як та купина, що горить — не згора,
живе у стежках, у дібровах,
у зойках гудків, і у хвилях Дніпра,
і в хмарах отих пурпурових,
в грому канонад, що розвіяли в прах
чужинців в зелених мундирах,
в багнетах, що в тьмі пробивали нам шлях
до весен і світлих, і щирих.
Юначе! Хай буде для неї твій сміх,
і сльози, і все до загину…
Не можна любити народів других,
коли ти не любиш Вкраїну!..
Дівчино! Як небо її голубе,
люби її кожну хвилину.
Коханий любить не захоче тебе,
коли ти не любиш Вкраїну…
Любіть у труді, у коханні, у бою,
як пісню, що лине зорею…
Всім серцем любіть Україну свою —
і вічні ми будемо з нею!